# Ciudad de Cantabria
Ciudad de Cantabria es el nombre sui generis dado a un importante yacimiento protohistórico ubicado al sur del término o paraje denominado cerro de Cantabria en Logroño, La Rioja (España). El sustrato arqueológico ha sido objeto de atención por los eruditos desde el siglo XVII y contiene restos de extensos períodos que abarcan la Edad del Hierro II —en el siglo IV a. C.—, la Romanización de Hispania, la época visigótica y la Edad Media durante los siglos XII y XIII, es decir, aproximadamente 1500 años.
Según las modernas hipótesis, los restos más antiguos de este yacimiento corresponden al castro defensivo y puerto fluvial de la ciudad de Varia descrita por geógrafos e historiadores clásicos como Tito Livio, Estrabón o Ptolomeo. Estrabón la cita con el nombre de Varia, cuyos habitantes eran berones, que eran celtíberos; y Tito Livio como Vareia, la ciudad más poderosa de la zona. Existe otro importantísimo protoyacimiento en el lugar denominado La Custodia, en Viana, Navarra que, según los estudiosos, es la gran ciudad, que data desde el paleolítico, completando ambos enclaves el mismo sistema poblacional de estilo celta y propio de la cultura de La Tène; es decir, por un lado la urbs en La Custodia y por otro el oppidum defensivo en la Ciudad de Cantabria formando ambas partes la misma población denominada Varia, Vareia o Vereia mencionada por las fuentes clásicas. Existen fundadas hipótesis de que las monedas romanas con la inscripción Uarakos o incluso Ba(r)skunes tuvieron su ceca en alguno de estos enclaves. Por tanto no debe confundirse ninguno de estos conjuntos arqueológicos con la Vareia romana en el barrio logroñés de Varea, yacimiento muy próximo a estos pero de origen netamente romano donde no existen restos de una época anterior. Probablemente al ser destruida una ciudad, se fundó otra a la que sus habitantes mantuvieron el mismo nombre, aunque esta probabilidad está sujeta a amplios debates en la comunidad científica.
Hasta fechas recientes esta ciudad fue identificada como la capital del Ducado de Cantabria, y durante siglos se vinculó estrechamente con los sucesos narrados por San Braulio y Juan de Biclaro, pero actualmente estas tradiciones legendarias son descartadas por la comunidad científica cántabra que atribuye la capitalía del ducado a la Ciudad de Amaya en Burgos.
Desde los años 40 hasta la actualidad se han venido realizando diversas prospecciones y trabajos tanto arqueológicos como paleontológicos que han puesto en relieve el importantísimo valor de todos los descubrimientos. El Consejo Superior de Patrimonio Cultural, Histórico y Artístico de La Rioja inició en julio de 2009 el proceso para salvaguardar este yacimiento que fue resuelto finalmente en julio de 2012, hallándose actualmente protegido por las leyes como Bien de Interés Cultural de la comunidad autónoma de La Rioja en una extensión de más de 600 000 metros cuadrados que comprenden tanto yacimientos descubiertos como por descubrir.

## Situación geográfica del enclave arqueológico
El cerro de Monte Cantabria, está situado en el lado noreste de Logroño, en la ribera izquierda del Ebro y en los límites con Álava y Navarra. Es una montaña alargada de N. a S. y amesetada en su cima, con una dimensión superior a hectárea y media. A su lado sur se eleva sobre Logroño con precipicio de unos 120 metros junto al río Ebro, siendo este punto el más elevado del cerro. Justamente en este lado sur es donde se ubica el yacimiento, en una posición estratégica que domina la vista de los alrededores y ofrece una defensa natural en su precipicio.

## Principales campañas arqueológicas
- 1944 y 1945: durante estas campañas los especialistas Blas Taracena[15][16][17] y Augusto Fernández de Avilés[18][19] pusieron al descubierto una parte importante de las murallas y torres que cerraban el recinto, no obstante estas excavaciones no aportaron publicaciones definitivas.[1] A raíz de estos descubrimientos Cesáreo Goicoechea realizó un plano de situación de la fortaleza en 1949.

- 1977 a 1982: Campañas dirigidas por Carlos L. Pérez Arrondo[20] en cuatro catas estratigráficas y varios sondeos importantes, todos ellos de contextualización del potencial arqueológico, así se hallaron estructuras de la muralla perimetral medieval, silos de almacenaje neolíticos, suelos de viviendas de arena compactada, un enterramiento infantil en una vivienda, etc.;[21] en 1982 bajo la dirección de José María Rodanés y Carlos L. Pérez Arrondo se descubrieron bajo el lado oeste restos de los siglos IV o III a. C. correspondientes a varias cerámicas y una primigenia cerca alrededor del poblado celtibérico, entre otros descubrimientos medievales.[22]

- 1990 a 1994. En 1990 por Carlos L. Pérez Arrondo[1][23] y en 1991 y 1992[24] por Javier Ceniceros, esta quizá la más exhaustiva y de más entidad, cuyas campañas incluyeron la excavación sistemática de todo el perímetro amurallado medieval descubriendo una necrópolis alrededor de la misma, más hogares y silos, etc.

- 1993 y 1994; también dirigidas por Javier Ceniceros con la participación de arqueólogos y alumnos universitarios con el fin de poder acondicionar el lugar como atractivo urbano.

A lo largo de todas las excavaciones se han recuperado gran cantidad de fragmentos de cerámica manufacturada y torneada de tradición celtibérica con decoración pintada geométrica. También pesas de telar, una estela decorada, ruedas de molino circulares, adobes de hornos y otros elementos que prueban fehacientemente asentamientos prerromanos, romanos, visigóticos y medievales en su cumbre.

### Partes arqueológicas del enclave
El conjunto arqueológico consta de diversas partes principales que son:
- Las cercas más antiguas y las murallas posteriores
- El núcleo urbano distribuido en distintas fases, secciones y estratos
- Restos de un Torreón vigía
- Restos de una casa aislada
- Una cueva de resguardo
- Un conjunto de columbarios o cuevas excavadas en la cara sur del precipicio
- Una torre circular en la parte norte
- Un puerto fluvial con restos romanos y visigóticos

### Principales hallazgos arqueológicos
- Una estela
- Pesas de Telar
- Monedas
- Tumbas medievales alrededor de la muralla
- Enterramientos infantiles bajo el suelo de algunas viviendas
- Ruedas de molino
- Un horno de adobe
- Silos excavados
- Abundantes y variadas cerámicas de diferentes épocas

## Análisis histórico

### Época prerromana

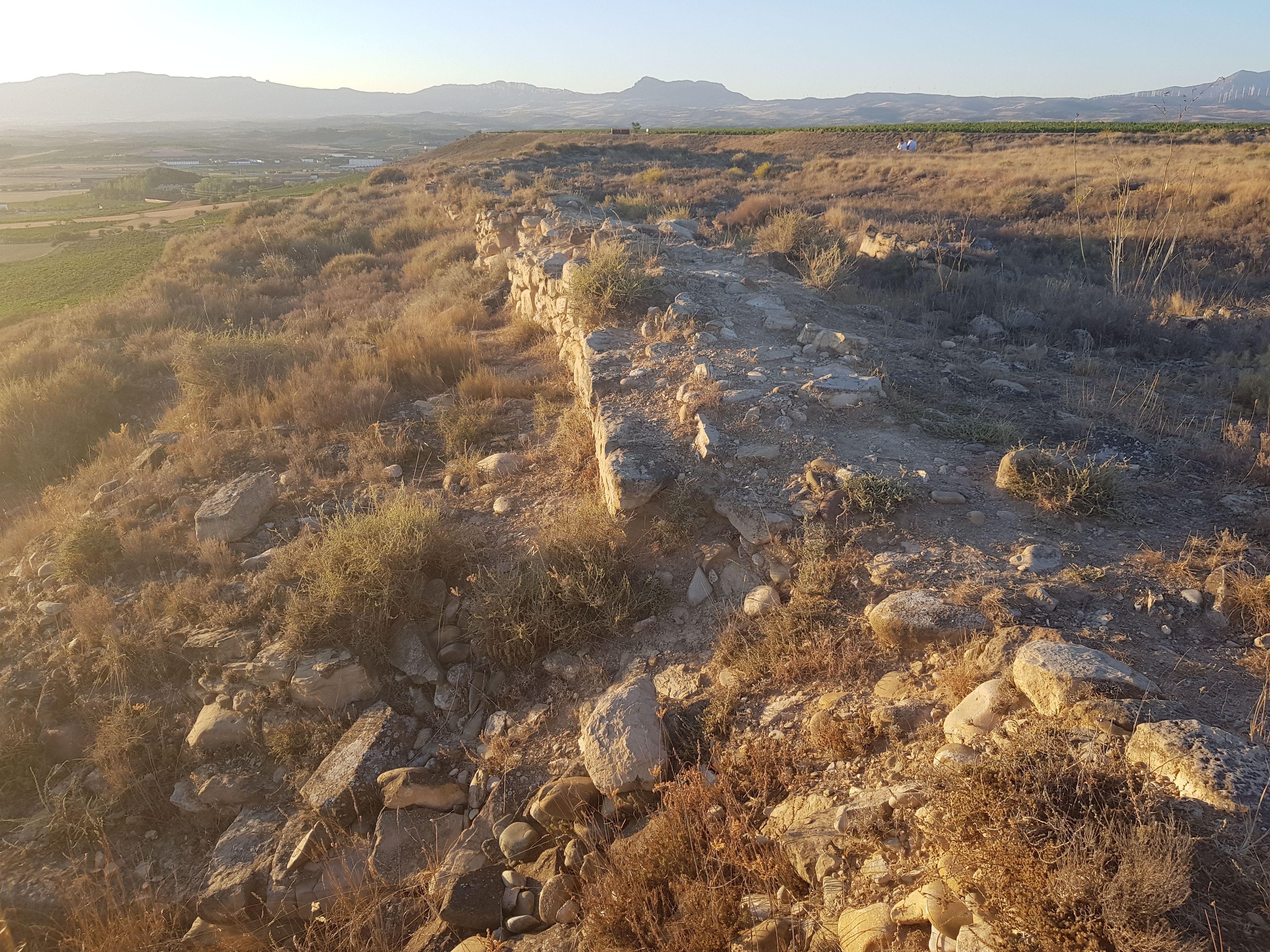
Ruinas encontradas en la cima del Monte Cantabria.

Según las modernas hipótesis, en un principio —siglos IV o III a. C.— el cerro fue habitado por casas dispersas. La unión de casas pudo ofrecer a sus habitantes un primer muro exterior que posteriormente fue reforzado con muros capuchinos en algunas casas. De esta primera fase es el silo acampanado hallado en 1977. Hacia el siglo II a. C. se construye una primera muralla de pared simple y sobria que, aun teniendo un accidente geográfico inexpugnable, se fortifica con una robusta muralla en forma de rectángulo y hace las veces de acrópolis para los habitantes de los alrededores. Posteriormente se añadieron cubos a la muralla exterior. Existe vestigio de un torreón vigía, algo alejado del poblado por su lado este y construido en sillarejo simple, de difícil datación. También hay restos de un edificio rectangular con refuerzo constructivo, veinte metros cerro abajo por su cara este que coloca un muro superior a los 12 metros, pero se desconoce su datación, origen o utilidad. En el extremo noroeste del cerro quedan restos de una torre circular de seis metros de diámetro.
Por aquellas épocas, el río Ebro era navegable desde Tortosa hasta Varia, siendo este su último puerto fluvial, según los escritos de Plinio el Viejo.

#### La Custodia, la ciudad principal
En La Custodia se descubrió un asentamiento berón con 13,5 hectáreas de superficie. La distancia que separa la Ciudad de Cantabria del asentamiento de La Custodia es de 4,5 km. Las cerámicas son de calidad, autóctonas o importadas. Hay testimonios documentados en escritura prelatina y hallazgos metálicos, circulación de moneda y abundantes objetos de adorno personal, tanto en bronce como en metales preciosos. Todo ello da testimonio de que el lugar fue el foco central de la economía de la zona y que sus pobladores disfrutaban de cierto grado de bienestar. Se han encontrado valiosos elementos, como varias téseras bien conservadas, y 6 monedas con la leyenda de Uarakos. Estos objetos dan testimonio de que debió tener categoría de ciudad, al tener ceca y poder emitir monedas y establecer pactos de hospitalidad. Solamente las grandes ciudades podían emitir pactos de hospitalidad. Esto hace pensar que el poblado de La Custodia pudo ser la auténtica capital de los Berones. Del total de 143 ejemplares de monedas encontrados en el yacimiento, 139 poseen leyendas ibéricas, y la cantidad más sobresaliente corresponde a Ba(r)skunes con 52 ejemplares. Algunos autores sitúan la ceca de este nombre en La Custodia, aunque tradicionalmente se ha ubicado en los alrededores de Pamplona.

### Época romana
Posteriormente tras las Guerras sertorianas y bajo dominación romana, el enclave continuó utilizándose como núcleo urbano y defensivo. Es muy probable que el puerto fluvial continuase funcionando.

### Época visigótica
Durante esta época, el enclave se utilizó como fortín.
En el Chronicon de Juan de Biclaro, conocido como crónica Biclarense, se cita por primera vez a esta ciudad cuando describe la campaña contra los cántabros llevada a cabo por el rey visigodo Leovigildo, cuyas tropas arrasaron la población en el año 574; y según la obra La vida de San Millán escrita por San Braulio, esta ciudad se denominaba Cantabria y era la capital del Ducado de Cantabria.
No obstante, la comunidad científica cántabra no acepta esta hipótesis y sitúa la capital de este ducado en la ciudad de Amaya en Burgos[cita requerida].

#### La tradición de San Braulio
La Vida de San Millán, escrita por San Braulio, narra cómo dicho santo a la edad de cien años predicó por en dicha ciudad y advirtió a sus habitantes que abandonasen su vida pecaminosa e hicieran penitencia. Los miembros del Senado de Cantabria escucharon con respeto las admoniciones del ermitaño, salvo uno de los senadores, Abundancio, que consideró que el santo chocheaba debido a su avanzada edad: San Millán le advirtió que él mismo experimentaría la verdad del anuncio. Al año siguiente, las tropas de Leovigildo conquistaron la ciudad y pasaron a cuchillo a buena parte de sus habitantes, entre ellos el deslenguado Abundancio, en una acción que fue inmortalizada de esta manera por Gonzalo de Berceo:

La profeçia dicha, el buen predicador

Tornó a sue eglesia servir al Criador:

Remaneçió Cantabria en sue mala error,

Si a Millan croviessen, fizieran muy meior.

End'a pocos días, por sos graves pecados

vino Leovirgilio, con muy grandes fonsados

desafió Cantabria con todos sos crïados

echóseli en cerca con muchos lorigados

Desent todos los otros fueron desbaratados,

El pueblo destruido, los muros trastornados:

Nunqua ia mas non fueron fechos nin restaurados,

Aun tres torreiones estan hy revellados.

Son muchas las tradiciones relativas a la destrucción de la ciudad de Cantabria que circulan en La Rioja y la Ribera Navarra: Así, se dice que el Santuario de Nuestra Señora de Codés en Navarra fue fundado por fugitivos de la ciudad que llevaron consigo una imagen de la Virgen María. Y en el monasterio de Yuso se conserva un arca de marfil en una de cuyos lados se representa la caída de la urbe a manos de Leovigildo.

### Época musulmana
No hay vestigios arqueológicos musulmanes y los estudiosos especulan que durante esa época la fortificación fue abandonada.

### Época medieval
El enclave recuperó utilidad durante el Reino de Pamplona-Nájera hasta su abandono definitivo alrededor del siglo XIII d. C..

## Historiografía clásica de la Ciudad de Varia
Diversos textos antiguos de diferentes naturalezas constatan de forma escrita a la ciudad de Vareia a lo largo de la historia. Algunas de las fuentes literarias antiguas que han llegado hasta el presente son:
- Tito Livio (59 a. C. - 17) menciona a Vareia en un breve  fragmento del libro XCI de su obra Historia de Roma, que versa sobre la campaña de los años 77 a. C.-76 a. C. de la guerra sertoriana, donde relata lo siguiente:

"(...) Tras haber tomado Contrebia en cuarenta y cuatro días con pérdida de gran número de hombres, dejó allí a Lucio Insteyo... y él condujo las tropas de vuelta hacia el río Ebro. Allí, después de construir los cuarteles de invierno cerca de una ciudad llamada Castra Aelia, se mantenía en el campamento".

Posteriormente y en el mismo fragmento, narra:

"El propio Sertorio decidió avanzar con su ejército contra los berones y los autrigones; había tenido conocimiento de que éstos, mientras él asediaba las ciudades de Celtiberia, habían implorado la ayuda de Pompeyo, habían enviado guías para indicar las rutas al ejército romano, y sus jinetes habían hostigado a menudo a los soldados suyos en cualquier punto al que se hubieran dirigido desde el campamento para recoger forraje o trigo durante el asedio de Contrebia (...) Barajando estas posibilidades marchó Sertorio al otro lado del río Ebro por territorios tranquilos al frente de su ejército en son de paz y sin causar daños a nadie. Partió luego hacia el país de los bursaones, los cascantinos y los gracuritanos, y después de arrasarlo todo y pisotear las cosechas llegó a Calagurris Nasica, ciudad de los aliados (...) Al otro lado de esta ciudad se encontraba el sitio más apropiado para pasar desde el país de los berones, cualquiera que fuese la región adonde decidiera marchar al frente de su ejército (...) Al día siguiente se adelantó con la caballería para hacer un reconocimiento de los caminos, dejando orden de que la infantería saliera detrás formando en cuadro, y llegó a Vareya, la ciudad más fuerte de aquella comarca. No cogió por sorpresa a sus habitantes la llegada del enemigo. De todas partes... jinetes de su pueblo y del de los autrigones..."

Al referirse a Vareia como "la ciudad más fuerte de aquella comarca", pudo hacerlo tanto a su posible riqueza agrícola o comercial como a su emplazamiento estratégico en una de las vías fluviales más importantes de la península. Está comprobada su condición de punto clave en la guerra sertoriana, pues desde allí partía una vía hacia Numancia, paralela al río Iregua.
- Estrabón, Geografía III 4,12: «los berones procedían de las migraciones célticas. Vareia, en el paso del Ebro, es una de sus ciudades» (siglo VI-a)
- Plinio el Viejo, Historia Natural III,3,21: «el río Ebro, rico por su tráfico comercial... es navegable 260 millas desde el enclave de Vareia. Este hecho está comprobado por los restos de un embarcadero con ánforas y vasijas.»[34]
- Ptolomeo, Geographia II,6,55): «las ciudades de los Berones son: Vareia, Tritium y Libia s. II d. C.»

## Protección del entorno
En el siglo XVI se emprenden numerosas obras en Logroño y el Monte Cantabria es una de sus canteras de piedra arenisca más importantes, no obstante el Ayuntamiento de Logroño de la época ya prohibió expresamente "...que nynguna persona sea osada de traer ny tomar piedra de Cantabria..." bajo pena de multa.